# Stagmomantis floridensis
Stagmomantis floridensis es una especie de mantis de la familia Mantidae.

## Distribución geográfica
Se encuentra en Florida (Estados Unidos).